# Adriana Gil
Adriana Gil là một nhân vật chính trị người Bolivia. Cô đã từng là lãnh đạo đảng của Lực lượng Dân chủ Xã hội (FSD), một phong trào tự coi mình là một sự thay thế dân chủ cánh tả cho chính phủ của Tổng thống Evo Morales.
Trước đây là đồng minh của Morales, Gil được ghi nhận rộng rãi vì đã giành được sự ủng hộ bầu cử cho ông ở tỉnh Santa Cruz, nơi được coi là bảo thủ chính trị. Gil đã chia tay với Morales vào năm 2006 về một số vấn đề, bao gồm cáo buộc tham nhũng trong chính phủ mới, chính sách tịch thu tài sản của nó, và nhận thức rằng Morales thể hiện xu hướng đối với một trật tự dân tộc độc đoán chỉ quan tâm đến lợi ích của một số người bản địa Quechua và Aymara.
Gil chê bai Morales, nói rằng người Bolivia "bỏ phiếu để tìm thay đổi, không phải vì một nhà độc tài". Để trả thù rõ ràng cho sự bất đồng của Gil, đất nông nghiệp của Gil đã trải qua một quá trình bắt giữ bởi những người lính Quechua, những người giữ giấy phép cho vùng đất của cô, được ký bởi Bộ trưởng Phát triển Nông thôn Hugo Salvatierra. Gil đã buộc tội Phó Tổng thống Álvaro García Linera lãnh đạo một âm mưu chiếm đoạt đất đai của cô và của người khác, một cáo buộc mà ông đã bác bỏ.
Năm 2008, Gil thành lập một đảng chính trị mới, Fuerza Demócrata (FD), với một người ủng hộ cũ khác của Morales, Román Loayza. Vào giữa năm 2009, Gil đã thành lập một liên minh với Manfred Reyes Villa, một cựu thị trưởng của Cochabamba. Reyes Villa là một ứng cử viên thua cuộc trong cuộc bầu cử tổng thống năm 2009 của Bolivia, đã đứng thứ hai chỉ sau Tổng thống Evo Morales.